# Canko Cvetanov
Canko Nikolaev Cvetanov, bolgárul: Цанко Hиколaeв Цветанов; (Szvisztov, 1970. január 6. –) bolgár válogatott labdarúgó, edző.
A bolgár válogatott tagjaként részt vett az 1994-es világbajnokságon és az 1996-os Európa-bajnokságon.

## Sikerei, díjai
FK Etar
- Bolgár bajnok (1): 1990–91

Levszki Szofija
- Bolgár bajnok (3): 1993–94, 1994–95, 2001–02
- Bolgár kupa (2): 1993–94, 2001–02